# Titian Ramsay Peale
Titian Ramsay Peale (ur. 2 listopada 1799 w Filadelfii, zm. 13 marca 1885 tamże) – amerykański rysownik, akwarelista, malarz, przyrodnik, entomolog i fotograf.
Najmłodszy syn Charlesa Willsona Peale’a. Był znanym naukowym ilustratorem, którego obrazy i rysunki, przedstawiające faunę i florę Ameryki odznaczają się urodą plastyczną i dokładnością. Uczestnik kilku wypraw badawczych, w tym kierowanych przez Stephena Harrimana Longa oraz United States Exploring Expedition.

## Życiorys

### Młodość i edukacja
Najmłodszy syn Charlesa Willsona Peale’a urodził się w Philosophical Hall. Imiona Titian Ramsay otrzymał po bracie, który zmarł podczas epidemii żółtej febry w 1798 roku. Wykształcenie zdobywał głównie w domu. Dzięki koneksjom rodzinnym miał możliwość spotykania się z najbardziej znanymi przyrodnikami Ameryki oraz uczestniczyć w wykładach anatomicznych Caspara Wistara na University of Pennsylvania. Mając 13 lat uczył się produkcji maszyn, ale wkrótce porzucił to zajęcie, by zaangażować się w rodzinne przedsięwzięcie, jakim było prowadzenie założonego przez głowę rodziny muzeum historii naturalnej oraz konserwacja znajdujących się w jego zbiorach okazów przyrodniczych.

### Udział w wyprawach badawczych

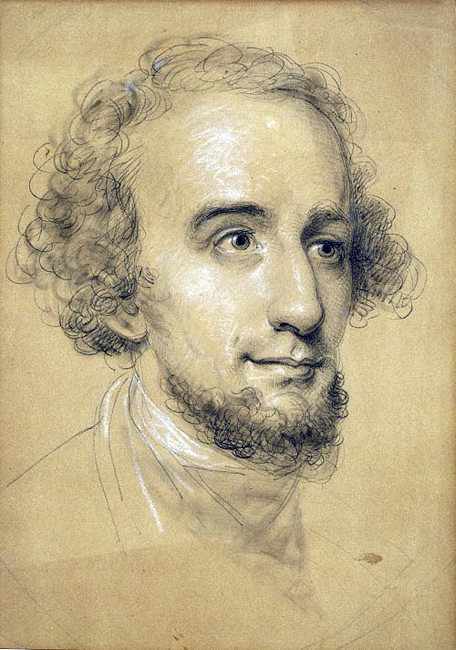
Autoportret, ok. 1845, National Portrait Gallery w Waszyngtonie

Wszechstronnie utalentowany, postanowił zostać ilustratorem dzieł naukowych. Pierwszą profesjonalną pracą, jaką wykonał, było sześć kolorowych tablic do dzieła Thomasa Saya American Entomology, wydanego w 1817 roku w Filadelfii. Przyniosły mu one uznanie i wybór na członka Academy of Natural Sciences w rodzinnym mieście. Stworzyło mu też możliwość kontynuowania pracy w dziedzinie historii naturalnej. W grudniu tego samego roku dołączył do Thomasa Saya, George’a Orda i Williama Maclure’a, biorących udział w wyprawie do przybrzeżnych regionów Georgii i Florydy. W 1819 roku jego ojciec załatwił mu posadę asystenta-przyrodnika w wyprawie Stephena Harrimana Longa do Gór Skalistych. Ekspedycja, w której uczestniczyli między innymi Thomas Say, George Jessup i Edwin James, przemierzyła na pokładzie parowca Western Engineer rzekę Missouri, udając się następnie na zachód, wzdłuż rzeki Platte do przedniego pasma Gór Skalistych. Celem wyprawy było odkrycie źródeł Platte, a zadaniem Peale’a – dokumentowanie fauny, którą członkowie wyprawy napotkali podczas swej misji. Jego wysiłki zaowocowały ponad setką szkiców, w tym kilkoma pejzażami i scenami z życia rdzennych Amerykanów. Wyprawie nie udało się odkryć źródeł Platte, ale prace Peale’a, wykonane w czasie trwania ekspedycji, przyczyniły się do sporządzenia plastycznego opisu terytorium, które w 1867 roku stało się stanem Nebraska. Przedsięwzięcie Longa zostało uznane za pierwszą naukową ekspedycję geodezyjną do regionu, który badała.
Po powrocie do Filadelfii w 1821 roku Peale wznowił pracę w rodzinnym muzeum, uzupełniając swoje rysunki terenowe i inwentaryzując okazy zebrane podczas wyprawy. Zakres jego działań szybko się poszerzył. W 1822 roku wystawił w Pennsylvania Academy of the Fine Artscztery swoje akwarele, z których trzy powstały w czasie ekspedycji Longa. Wykonał następnie kilka rysunków nowych, amerykańskich ptaków do suplementu Karola Lucjana Bonaparte do American Ornithology Alexandra Wilsona, wydanego w Filadelfii, w latach 1825–1833. Od Thomasa Saya otrzymał zamówienie na realizację 54 kolorowych tablic do trzytomowego wydawnictwa American Entomology, wydanego w Filadelfii, w latach 1824–1828.

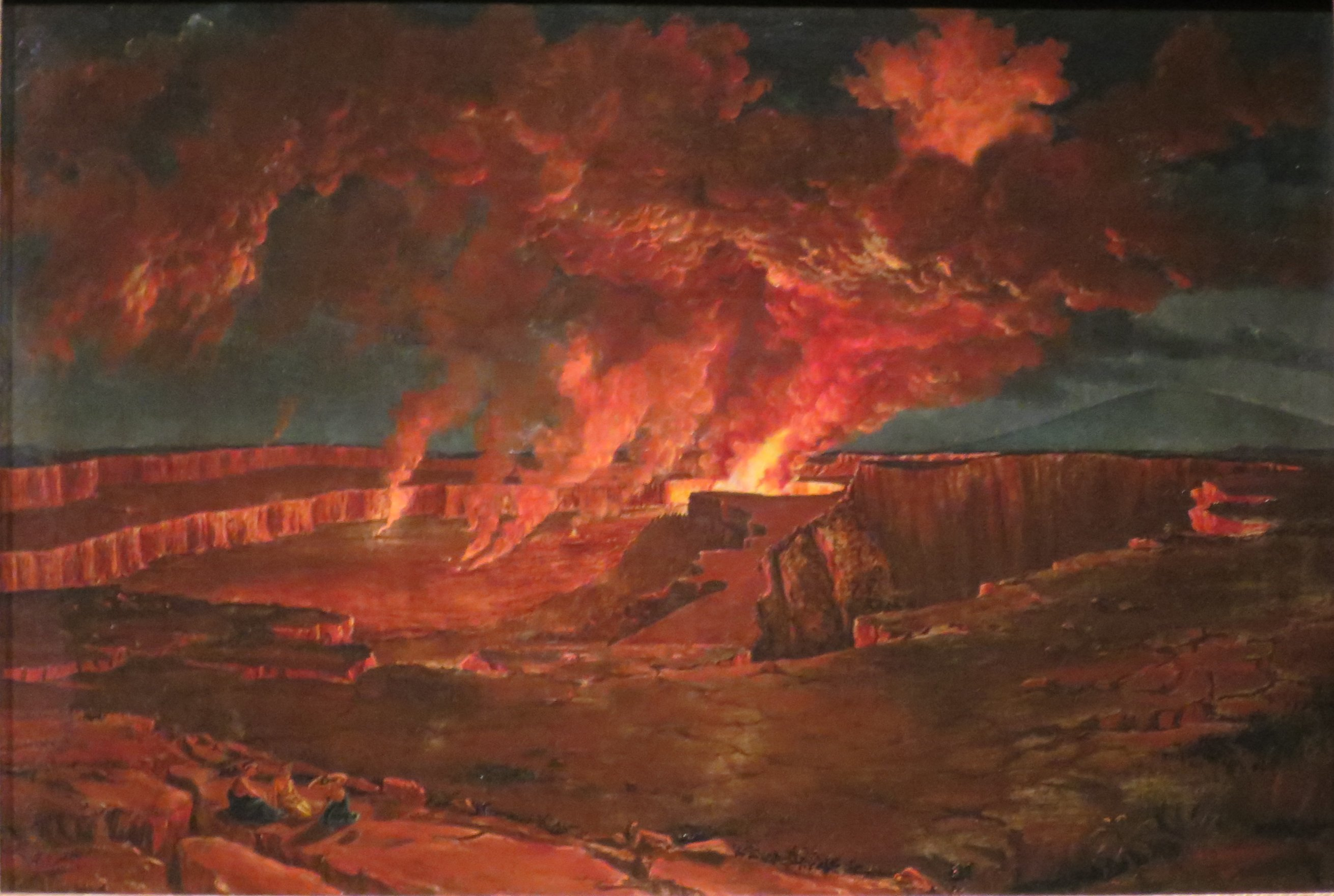
Kilauea nocą, 1842, Bishop Muzeum

W latach 20. i 30. XIX wieku Peale kontynuował swoje badania naukowe. W 1825 roku powrócił na południe Florydy, a w okresie między jesienią 1830, a wiosną 1832 roku wyprawił się do rzeki Magdaleny w Kolumbii, szkicując i zbierając znaczne ilości motyli i innych okazów. Jego wysiłki, włożone w tę ekspedycję oraz dokonania artystyczne sprawiły, że został w 1833 roku wybrany na członka American Philosophical Society. W latach 1838–1842 uczestniczył jako przyrodnik w kolejnej wyprawie badawczej, United States Exploring Expedition pod kierownictwem Charlesa Wilkesa. Celem ekspedycji Wilkesa, jednej z najbardziej ambitnych amerykańskich wypraw w połowie XIX wieku, było opłynięcie kuli ziemskiej, włącznie z odwiedzeniem takich regionów, jak Fidżi, Filipiny, Wybrzeże Północno-Zachodnie i Kalifornia. Ekspedycja dla Peale’a okazała się jednak nieudana. Zatonięcie statku u ujścia rzeki Kolumbii oznaczało dla niego przepadek jego najważniejszych okazów, a dodatkowo, po powrocie do Filadelfii pojawiły się między nim a Wilkesem nieporozumienia co do zasług na polu odkryć naukowych oraz planów publikacji ich rezultatów. W 1848 roku ukazała się w Filadelfii, w limitowanym nakładzie, książka Peale’a Mammalia and Ornithology, ale później została wycofana przez Wilkesa, a jej miejsce zajęła Mammalogy and Ornithology Johna Cassina z 1858 roku.

### Upadek muzeum przyrodniczego Peale’ów
W 1842 roku z muzeum Peale’ów zostały usunięte okazy z ekspedycji Wilkesa, po czym większość z nich uległa zniszczeniu. Wkrótce potem ich muzeum zbankrutowało, a jego zbiory, które były podstawowym źródłem każdej znaczącej monografii przyrodniczej z dziedziny ornitologii, entomologii, zoologii i paleontologii, napisanej w Stanach Zjednoczonych w ciągu pierwszych trzech dekad XIX wieku, zostały rozproszone.

### Praca w Urzędzie Patentowym
Po tych doświadczeniach i okresowych trudnościach Peale, przy wsparciu rodziny, objął w 1849 roku stanowisko asystenta inspektora w Urzędzie Patentowym Stanów Zjednoczonych. Pracował w nim aż do momentu przejścia na emeryturę w 1873 roku.

### Ostatnie lata życia
W ostatnich latach swojej kariery artystycznej Peale kontynuował malowanie, bardzo interesował się też fotografią, zarówno w swojej pracy w Urzędzie Patentowym, jak i poza nią. Został członkiem założycielem Amateur Photographic Exchange Club, pierwszego tego typu klubu w Stanach Zjednoczonych. Nie udało mu się natomiast doprowadzić do końca naukowego przedsięwzięcia, jakim miało być napisanie i zilustrowanie książki poświęconej motylom Ameryki Północnej. Peale zmarł w swym rodzinnym mieście w 1885 roku.
Jego dzieło zostało podjęte dopiero w 2015 roku, kiedy American Museum of Natural History opublikowało je jako The Butterflies of North America: Titian Peale’s Lost Manuscript. W dziele znalazło się ponad 200 ilustracji Peale’a. Jego manuskrypt, liczący ponad 400 stron, został w 1916 roku przekazany na rzecz muzeum przez finansistę i filantropa Ogdena Millsa.

## Twórczość

### Zbiór motyli i ciem

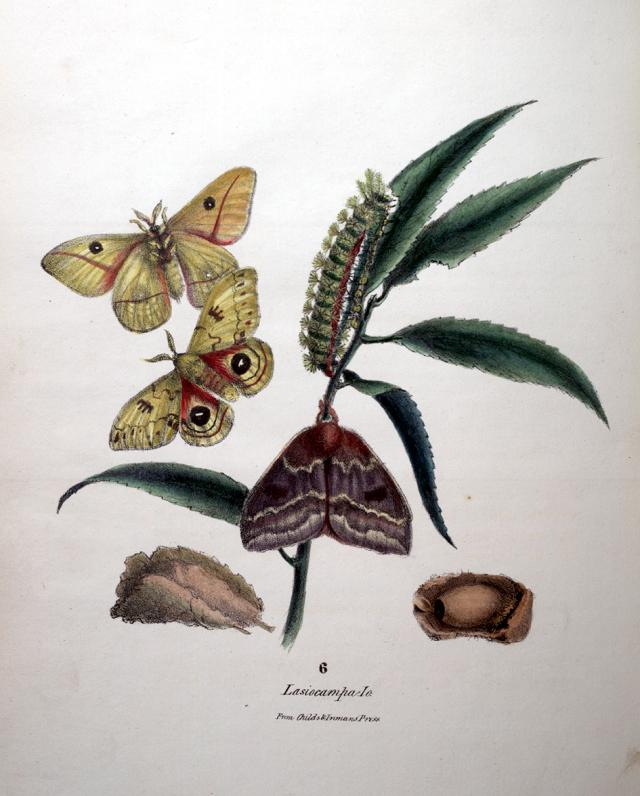
Automeris io, 1833

Zbiór motyli i ciem, Titian R. Peale Butterfly and Moth Collection, znajdujący się w Academy of Natural Sciences, jest jednym z najstarszych zbiorów entomologicznych w Ameryce Północnej. Stanowi on odzwierciedlenie jego silnych zainteresowań tym rzędem owadów pozostając trwałą spuścizną jego życiowych dokonań. Najwcześniejsze okazy pochodzą z czasów, gdy, jeszcze jako młody człowiek, skonstruował w Filadelfii po raz pierwszy pudełko entomologiczne, tzw. Peale box, które pozwalało na oglądanie okazów z góry i z dołu, a jednocześnie chroniło je przed innymi owadzimi szkodnikami, światłem i wilgocią. Ostatnie okazy pochodzą z 1885 roku, ostatniego roku jego życia. Cała kolekcja przechowywana jest w blisko 100 pudełkach, z dodatkowymi okazami umieszczonymi w głównych zbiorach Academy of Natural Sciences i Carnegie Museum of Natural History. Kolekcja została przekazana na rzecz Academy of Natural Sciences po śmierci Peale’a. Akademia w latach 90., przy wsparciu kilku fundacji, podjęła się konserwacji tych zbiorów, identyfikacji i cyfrowego zapisu obrazu wszystkich okazów oraz udostępnienia tych informacji za pośrednictwem Internetu.

### Szkice
Zbiór szkiców Titiana Ramsaya Peal’a obejmuje ponad 550 rysunków, wykonanych ołówkiem i atramentem (przy pomocy pióra), akwarele oraz litografie.

### Ilustracje przyrodnicze
- Lepidoptera Americana (1833)
- American Entomology (Thomas Say, 1817, 1824–1828) – niektóre
- American Ornithology (suplement, Karol Lucjan Bonaparte, 1825–1833) – niektóre
- Mammalogy and Ornithology (John Cassin, 1858) – niektóre
- The Butterflies of North America: Titian Peale’s Lost Manuscript (2016) – ponad 200 ilustracji[4].